# 堀井美咲
堀井 美咲（ほりい みさき、1994年7月23日 - ）は、広島県出身の元女子競輪選手。現役時代は日本競輪選手会広島支部所属、ホームバンクは広島競輪場。日本競輪選手養成所（以下、養成所）第120期生。師匠は木村幸希（109期）。

## 経歴
中学〜高校時代はソフトテニス、福岡大学時代にはスカッシュに打ち込んだ。第41回全日本学生スカッシュ選手権大会新人3位となるなど実績を残した。大学卒業後、一般企業へ就職したが、転職を考えていた際、母親にガールズケイリンを勧められ競輪選手を目指すことになったという。
2020年1月16日、養成所第120回技能試験に合格。養成所での競走成績は15位（1勝）。
2021年5月8日、名古屋競輪場での新人戦「競輪ルーキーシリーズ2021」でデビューし3着。初勝利は同年5月23日の大宮競輪場での新人戦。
2022年12月28日、デビュー場所であった名古屋FII（モーニング）最終日第5レース一般3着にてラストランを飾った。
2023年1月19日、選手登録を消除し現役を引退した。通算戦績は112戦1勝。